# Irmela Hadelich
Irmela Hadelich, geb. Nauck (* 26. September 1923 in Wolfen; † 14. Januar 2017 in Dessau), bekannt als Irmela Hadelich-Nauck, war eine deutsche Malerin, Grafikerin und Buchautorin.

## Leben und Werk
Irmela Nauck belegte für ein Studium der Kunstpädagogik von 1946 bis 1948 zwei Semester ein „Werk-Lehrseminar“ an der Burg Giebichenstein – Kunstschule und Werkstätten der Stadt Halle/Saale. Dann studierte sie u. a. bei Georg Tappert und Klaus Müller-Rehm an der Hochschule für Bildende Künste Berlin und machte in Bürgel eine Lehre als Töpferin.
Ab 1950 arbeitete sie in Dessau als freischaffende Künstlerin. Von 1952 bis 1979 entstanden im öffentlichen Raum 25 von ihr entworfene und von ihrem Ehemann Martin Hadelich ausgeführte großflächige farbenfrohe keramische Wandbilder. Als Grafikerin schuf sie u. a. Bilder von ihren Studienreisen und Grafikfolgen von Theateraufführungen und Buchillustrationen, für die sie vor allem die Techniken des Scherenschnitts und Linolschnitte benutzte. Außerdem schrieb und veröffentlichte sie, vor allem im Zeitraum von 2008 bis 2012, eine große Anzahl von Gedichten und Geschichten, oft mit phantasievollen Gedankenspielen und märchenhaften Begebenheiten, die letzten mit 89 Jahren.
Irmela Hadelich war bis 1990 Mitglied des Verband Bildender Künstler der DDR. 1972 erhielt sie den Wilhelm-Müller-Kunstpreis der Stadt Dessau.
Ihre Tochter Christine Rammelt-Hadelich (* 1955) ist Bildhauerin.

## Werke (unvollständig)

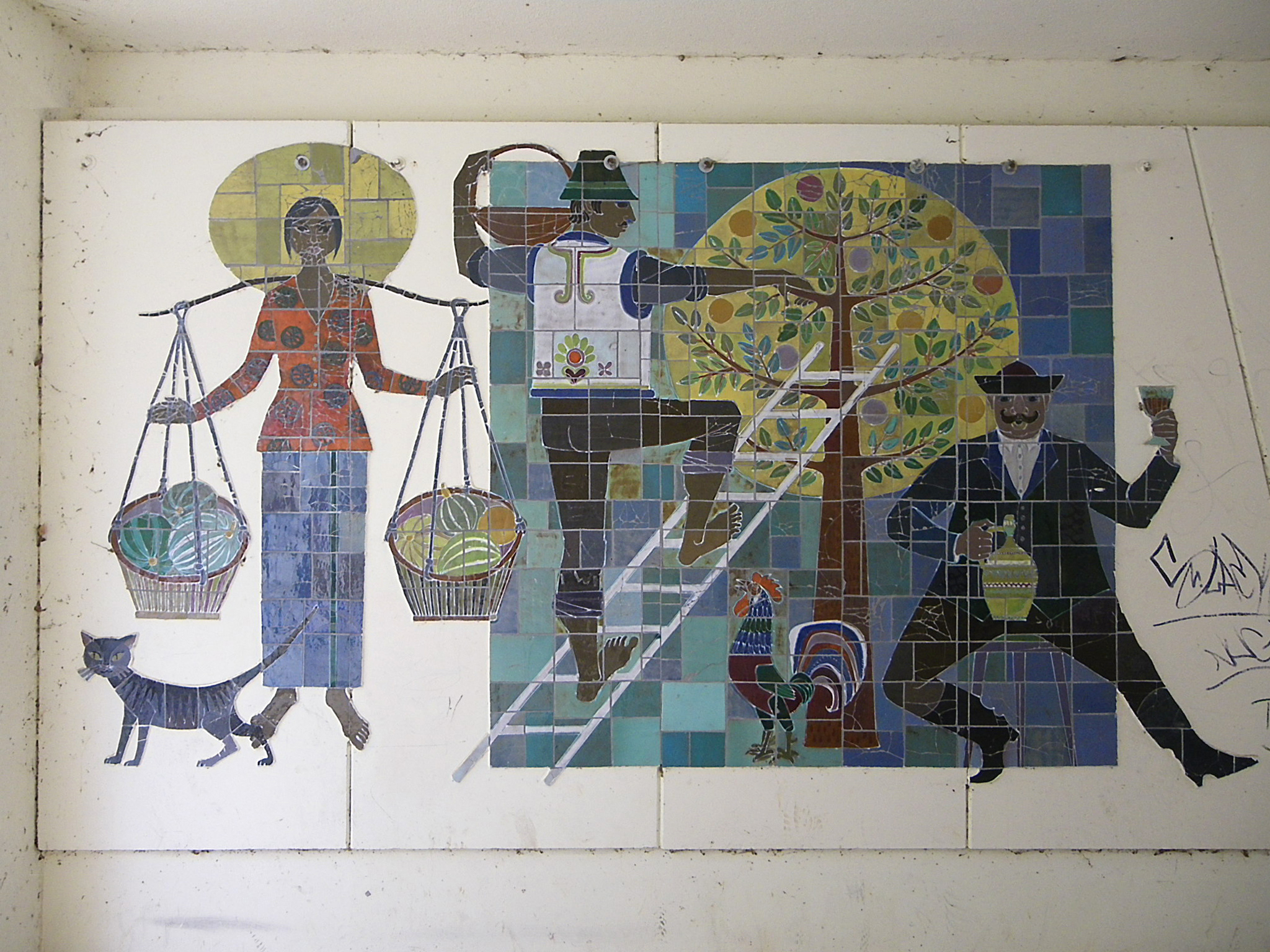
Eine Szene des Wandbildes Die Gaben der Völker in Halle-Neustadt

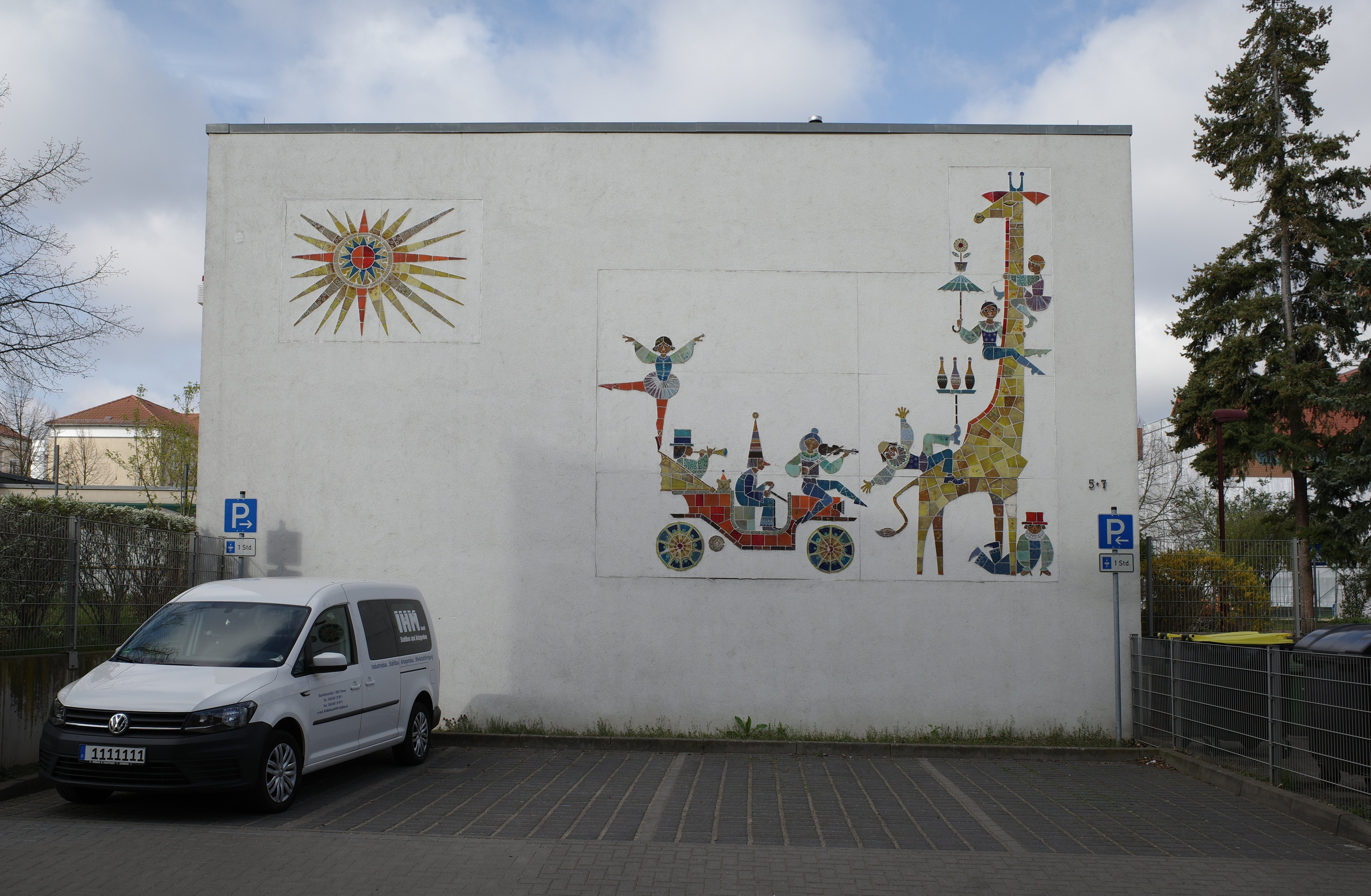
Wandbild Kinderzirkus in Dessau

### Entwürfe für Wandbilder
- Die Gaben der Völker (Mosaik, 20 m × 2,50 m, 1967/1968 Halle-Neustadt; mit Martin Hadelich)[3]
- Alle Kinder der Welt brauchen Frieden (Putzkeramik, 1972; Artern, Straße der Jugend; mit Martin Hadelich)[4]

### Buchillustrationen
- Gebrüder Grimm: Der Teufel mit den drei goldenen Haaren. Altberliner Verlag Lucie Groszer, Berlin, 1947

### Literarische Publikationen
- Milchtopfgeschichte. Der Kinderbuchverlag Berlin. 1952
- Die Geschichte von der kleinen Schere. Geschrieben und geschnitten von Irmela Hadelich-Nauck. Altberliner Verlag Lucie Groszer, Berlin, 1958
- Ein Bücherwurm erzählt. 70 neue Geschichten. FederEdition, Dessau, 2012
- Des Kaisers neue Kleider. FederEdition, Dessau, 2016 (mit Christine Rammelt-Hadelich)

## Ausstellungen (unvollständig)
- 1968: Dessau, Staatliche Galerie Schloss Georgium („Dessauer Künstler stellen aus“)
- 1969, 1974 und 1979: Halle, Bezirkskunstausstellungen
- 1972/73: Dresden, VII. Kunstausstellung der DDR
- 1998: Dessau, Foyer des Anhaltischen Theaters („Irmela und Martin Hadelich anlässlich des 75. und 90. Geburtstages der Künstler“)
- 2006: Oggersheim, Kunsthaus („Die Künstlerfamilie Rammelt-Hadelich“)[5]